# Banc de Saya de Malha
El banc de Saya de Malha (en portuguès modern, Saia de Malha) és un banc submergit o baix extens al fons de l'oceà Índic. És el banc més gran del món; la superfície d'aquesta zona d'aigua poc profunda és de 40.808 km², gairebé tan gran com la de Suïssa. Saya de Malha forma part de la vasta plana abissal o altiplà marí de les Mascarenyes.

## Situació
Es troba a l'est de Madagascar, al sud-est de les Seychelles, i al nord del banc de Nazaret, dels baixos de Cargados Carajos i de l'illa de Maurici.
La terra més propera són les petites illes d'Agalega, una dependència remota de Maurici, a uns 300 km a l'oest, seguides de l'illa de Coëtivy, que depèn de les Seychelles, situada uns 400 km al nord-oest. Maurici administra Saya de Malha com a part de la seva zona econòmica exclusiva.
Té dues parts clarament definides, el banc septentrional (o Ritchie Bank) i l'immens banc meridional. Si el banc meridional fos reconegut com a l'estructura d'un atol submergit, seria el més gran del món. Els dos bancs es troben separats per una falla que es va formar entre 64 i 69 milions d'anys enrere.

## Història
El banc fou anomenat per navegants portuguesos al segle xv. Després de fer la travessia de les aigües de color blau fosc de l'oceà Índic, es varen trobar damunt d'una zona de color blau turquesa.
El primer estudi seriós del banc va ser fet l'any 1838 per Robert Moresby, capità de la Royal Navy. Moresby acabava d'explorar i cartografiar les Lacadives, el mar Roig i les Txagos i no es trobava en bones condicions de salut. A causa de la seva condició delicada, Moresby no pogué dur a terme un estudi exhaustiu d'aquest banc.

## Geologia
El banc es va formar fa uns 35 milions d'anys. Està format de basalt a la part de sota, coberta de pedra calcària. La part calcària és la resta d'antics esculls coral·lins. Alguns dels baixos podrien haver estat illes entre 18.000 i 6.000 anys enrere, durant les èpoques glacials.